# Пісоцький Анатолій Миколайович
Анато́лій Микола́йович Пісо́цький — полковник медичної служби Збройних сил України.

## Нагороди
За особисту мужність і героїзм, виявлені у захисті державного суверенітету та територіальної цілісності України, вірність військовій присязі під час російсько-української війни нагороджений
- орденом Богдана Хмельницького III ступеня.